# جون دبليو. لوسون
جون دبليو. لوسون (بالإنجليزية: John W. Lawson)‏ هو جراح وسياسي أمريكي، ولد في 13 سبتمبر 1837 في مقاطعة جيمس سيتي في الولايات المتحدة، وتوفي في 21 فبراير 1905 في الولايات المتحدة. حزبياً، نشط في الحزب الديمقراطي. وقد انتخب عضو مجلس نواب الولايات المتحدة عن ولاية فرجينيا وانتخب عضو مجلس ولاية فرجينيا وانتخب عضو مجلس النواب الأمريكي.